# Kant Pan
Kant Pan (* vor 1980 in Hongkong) ist ein Filmeditor.

## Leben
Pan ist in Hongkong geboren und in Malaysia sowie Singapur aufgewachsen. Er absolvierte ein Studium der Psychologie an der Universität Hongkong. Im Anschluss ging er nach London, wo er auch an der London Film School studierte. Ab 1980 war er in der britischen Filmindustrie tätig, zunächst als Schnittassistent und im Bereich Tonschnitt. 
1992 folgte mit The Crying Game seine erste alleinständige Arbeit als Editor. Hierfür war er 1993 für den Oscar in der Kategorie Bester Schnitt nominiert. Es folgten mehr als 100 Film- und Fernsehprojekte, darunter Kurzfilme und Dokumentationen.

## Filmografie (Auswahl)
- 1992: The Crying Game
- 1994: Suite 16
- 1996: Tod im kalten Morgenlicht (The Cold Light of Day)
- 1996: Tashunga – Gnadenlose Verfolgung (North Star)
- 1999: Salomon und Gaenor (Solomon and Gaenor)
- 2000: George Best – Ein Fußballgott im Abseits (Best)
- 2000: Endless Sins (Breathtaking)
- 2001: Die Entdeckung des Himmels (The Discovery of Heaven)
- 2001: Snapshots – Bilder der Erinnerung (Snapshots)
- 2003: LD 50 Lethal Dose – Tödliche Dosis (LD 50 Lethal Dose)
- 2004: Blessed – Kinder des Teufels (Blessed)
- 2004: Die Brücke von San Luis Rey (The Bridge of San Luis Rey)
- 2005: 7 Sekunden (7 Seconds)
- 2005: Rag Tale
- 2007: Summer Scars
- 2007: Croc
- 2009: Boogie Woogie – Sex, Lügen, Geld und Kunst (Boogie Woogie)
- 2010: Just Inès
- 2011: Love’s Kitchen – Ein Dessert zum Verlieben (Love’s Kitchen)
- 2017: Pili
- 2018: Back Roads